# Perfettismo
Il perfettismo è  «quel sistema che crede possibile il perfetto nelle cose umane.»
Alle teorie perfettiste si contrappongono quelle antiperfettiste ed entrambe sottintendono due contrastanti concezioni della vita e del mondo, due visioni della politica, dell'economia e persino due diverse visioni religiose. Questa diversità però origina da un comune punto di partenza: la convinzione assoluta ed esclusivista che la perfezione o l'imperfezione siano condizioni originarie della natura umana, perfetta nella sua doti razionali e morali o imperfetta per la sua corrotta materialità.

## Perfettismo e politica
Sia la concezione perfettista che il rifiuto del perfettismo sfociano nel problema politico prima ancora che in quello etico.
Nella storia della filosofia traspare la convinzione che l'uomo che possieda il potere politico possa arrivare alla conoscenza del vero assoluto e al conseguimento del sommo bene: 
Secondo Norberto Bobbio il perfettismo è connaturato all'illusione del fondamento assoluto che è presente sia nel mondo del pensiero, per cui ci si sottomette ad una verità indiscutibile, sia nel mondo della volontà, che si adegua ad un potere irresistibile come quello espresso dallo Stato-Leviatano di Thomas Hobbes a cui si obbedisce senza discutere
Il mito dell'assolutezza presente sia nei perfettisti che negli antiperfettisti genera delle convinzioni politiche che si escludono a vicenda per cui anche l'antiperfettista che di fronte all'alternativa tra uno stato assoluto e uno libertario scelga quest'ultimo lo fa perché a lui appare perfetto. 
La critica politica più approfondita del perfettismo si ritrova in Rosmini che lo assimila alle ideologie che combattono il liberalismo. I perfettisti non si rendono conto che gli uomini non sono «angeli confermati in grazia» ma «uomini fallibili» e che ogni governo «è composto da persone che, essendo uomini, sono tutte fallibili». Cosicché i perfettisti «profeti di smisurata felicità» sono i propalatori della nefasta utopia che è «il sepolcro di ogni vero liberalismo» e
La critica del liberalismo comporta quindi l'accusa di perfettismo utopico  «vera insidia mortale per la società contemporanea, presupposto di tutte le forme di dispotismo e di totalitarismo, di populismo e demagogia»
Sostiene, prima di Edmund Burke, Rosmini, ripreso successivamente da Friedrich von Hayek, che non l'assenza ma un abuso presuntuoso della ragione genera il perfettismo: abuso come quello illuministico che generò le stragi della Rivoluzione francese dove lo stato si faceva sostenitore di una supremazia della ragione che mortificava il pensiero individuale: «gli individui di cui un popolo è composto non si possono intendere, se non parlano molto tra loro; se non contrastano insieme con calore; se gli errori non escono dalle menti e, manifestati appieno, sotto tutte le forme combattuti.»

## Perfettismo ed economia
Sostiene Sergio Ricossa che chi aspira alla perfezione rifugge dalla materialità e dall'economia: la storia della cultura antica sta a dimostrarlo. In tutta l'antichità «mancavano le idee di efficienza, commercializzazione, sviluppo economico. La vita che più contava nell'educazione classica era quella pubblica o politica, e l'economia e la tecnica venivano fatte rientrare in quella privata, non aiutavano la polis a progredire, non erano ancora economia politica. Etimologicamente "economia" è mera trattazione di come ben condurre la casa: è economia domestica normativa.»
L'accettazione della tecnica, della macchina che è tale con la sua produttività da dare la possibilità di diventare tutti compiutamente "signori" portò all'affermazione dell'economia politica. 
Ma mentre Karl Marx teorizzava che la fine della proprietà privata e dell'economia avrebbero determinato la nascita di una società perfetta, la scuola liberale concepiva l'economia come un mezzo imperfetto per regolare una società imperfetta immutabile nella sua imperfezione. Per i marxisti tutto doveva cambiare, per i liberisti non occorreva cambiare nulla.

## Perfettismo e teologia
Insita in una certa concezione religiosa è l'idea della finale salvezza perfetta: l'umanità marcia verso la Terra Promessa dove l'uomo si riscatta dalla sua naturale imperfezione.
Nell'ambito specifico della visione creazionista e dell'ontologia cristiana Rosmini valuta positivamente la limitatezza umana che rende ogni creatura finita singolarmente distinta e diversa da tutte le altre e impedisce così l'idea che l'uomo finito possa identificarsi con il Dio infinito.
La creazione limitante non vuol dire che ne consegua un uomo che non è ciò che avrebbe potuto essere: «l'essere con le sue limitazioni non comporta che l'ente finito sia imperfetto, anzi è questa la sua perfezione in quanto finito: come tale, non gli manca niente; non ha è non è solo quello che non gli è dovuto e se l'avesse cesserebbe di essere l'essere che è».
Nell'ambito cioè della sua materialità finita l'uomo, tramite la Grazia divina, è dunque detentore di una perfezione relativa che lo contrappone alla perfezione assoluta di Dio ma che, nello stesso tempo, gli consente la perfettibilità, la capacità tramite l'intelligenza e la libera volontà del miglioramento della propria natura avendo a modello una perfezione divina «che può essere imitata, sebbene non appieno asseguita».
Non diversamente da una visione religiosa è la concezione perfettista della filosofia idealista che nello sviluppo dialettico della storia vede la inarrestabile ascesa del negativo, dell'imperfezione verso la perfezione come «...autoespansione di Dio nello spirito umano...»
Nel perfettismo dialettico la progressività della storia si fonda sulla concezione del tempo lineare con cui il cristianesimo oscurò la precedente visione pagana del tempo ciclico. Il perfettismo è dunque insito nella promessa cristiana del Paradiso che è al termine del percorso linerare di perfezionamento del cristiano.
Se invece, in una prospettiva razionalista, si contesta l'idea che l'uomo imperfetto tende, per il peccato originale, al male si arriva alla concezione, altrettanto perfettista, dell'ateismo politico di Marx, di quello tragico di Nietzsche e di quello presente nel libertinismo francese del XVII secolo dove l'ateo non chiede più prove dell'esistenza di Dio dal momento che egli parte dal postulato, come premessa incontestabilmente vera, che l'uomo viene dal nulla e va verso il nulla.

## Perfettismo e perfettibilità
Nella concezione rosminiana del perfettismo compare la critica nei confronti di coloro che non vogliono riconoscere la debolezza e l'innata finitudine umana: infatti la convinzione perfettista, «che sacrifica i beni presenti all'immaginata futura perfezione, è un difetto dell'ignoranza. Egli consiste in un baldanzoso pregiudizio, per il quale si giudica dell'umana natura troppo favorevolmente, e si giudica sopra una pura ipotesi, sopra un postulato che non si può concedere, e con mancanza assoluta di riflessione sopra i limiti delle cose» Il punto di partenza razionale quindi deve essere la concezione imperfettista dell'esistenza umana.
Ma in una considerazione prettamente etica, considerato che l'aspirazione al miglioramento è un bene, il perfettismo può essere inteso come un valore morale, come la persistenza della volontà di ottenere la qualità ottimale possibile della vita spirituale, mentale, fisico e materiale. In questo senso il perfettista non crede che si possa raggiungere una perfetta vita ma che la perseveranza di pratiche perfettiste possa arrivare a conseguire la migliore vita possibile.
Perciò perfettisti e antiperfettisti alla fine si esprimono «a favore dell'idea e della pratica di perfettibilità dei comportamenti umani».. Quindi «la critica al perfettismo non è un rifiutare i miglioramenti della società, non è un chiudersi nel già esistente, non è avversione per il nuovo. In realtà, è un porsi un problema del miglioramento della società in termini non astratti»